# Emscher
De Emscher is een zijrivier van de Nederrijn in Duitsland. Ze stroomt door het Ruhrgebied in de deelstaat Noordrijn-Westfalen. Het brongebied van de Emscher bevindt zich bij Holzwickede in de buurt van Dortmund. De totale lengte van de rivier is 84 kilometer. Bij Dinslaken mondt de Emscher in de Rijn.
Sinds de sterke industrialisatie in de 20ste eeuw was de Emscher jarenlang een sterk vervuilde rivier. Maar door herstel en door de bouw van waterzuiveringsinstallaties is reeds veel verbeterd. Bovendien zijn enkele kleinere waterlopen weer in de natuurlijke staat teruggebracht. De Emscher was tot circa 2010 een sterk gekanaliseerde waterloop. Nadien is voor het traject Castrop-Rauxel - Oberhausen een natuurherstelproject opgestart. De rivier moet weer bochtiger worden; de strook grond tussen de Emscher en het er evenwijdig aan lopende Rijn-Hernekanaal wordt veranderd in een natuurlijk aandoend gebied met ooibos en andere oevervegetatie. Dit moet de biodiversiteit ten goede komen. Anno 2023 was dit project al gedeeltelijk voltooid.

Kaart van de 51 km lange afvalwaterleiding AKE (rode lijn); KLEM = Klaranlage Emschermündung

Er is van 2009 tot 2021 diep onder de Emscher door een 51 km lange, wijde, meer dan manshoge rioolpijp (AKE, Abwasserkanal Emscher) aangelegd, die al het afvalwater, dat in het verleden door de Emscher liep, afvoert naar diverse moderne rioolwaterzuiveringsinstallaties. De grootste daarvan, de Klaranlage Emschermündung, staat dichtbij Duisburg en bij de monding van de Emscher in de Rijn.
Het is de bedoeling, dat ook de beekdonderpad, die hier voor plm. 1970 algemeen was, maar in 2010 alleen in enkele zijbeken van de Emscher werd waargenomen, weer in de Emscher zal voorkomen. 

## Steden en gemeenten langs de Emscher
- Holzwickede
- Dortmund
- Castrop-Rauxel
- Recklinghausen
- Herne
- Gelsenkirchen
- Essen
- Bottrop
- Oberhausen
- Duisburg
- Dinslaken

- Virtual International Authority File: 234116374